# Широкополе
Широкопо́ле — село в Україні, в Солонянській селищній громаді Дніпровського району Дніпропетровської області. Населення станом на 2021 рік — 107 мешканців.

## Географія
Село Широкополе знаходиться за 6 км від правого берега річки Дніпро, на відстані 2 км від сіл Любимівка та Квітневе. У селі бере початок Балка Канцерівка з загатою. Поруч проходить автомобільна дорога Н08.

## Населення

### Мова
Розподіл населення за рідною мовою за даними перепису 2001 року:
| Мова       | Кількість | Відсоток |
| ---------- | --------- | -------- |
| українська | 123       | 92.48%   |
| російська  | 10        | 7.52%    |
| Усього     | 133       | 100%     |

## Інтернет-посилання
- Погода в селі Широкополе [Архівовано 20 грудня 2011 у Wayback Machine.]

1. ↑  Рідні мови в об'єднаних територіальних громадах України — Український центр суспільних даних